# Klasa górna
Klasa górna – wszystkie ziarna które w wyniku przesiewania zostały na sicie. Klasa górna, ale także podziarna, występuje w produkcie górnym. W klasie górnej (grubszej) jest większa zawartość ziaren foremnych w przypadku kruszyw niż w klasie dolnej.